# Рукщо, Буркхардт
Буркхардт Рукщо (нем. Burkhardt Rukschcio; род. 1941) — австрийский архитектор и историк архитектуры, ведущий специалист по наследию Адольфа Лооса. Сын детской писательницы Гертруд Рукщо.
Изучал архитектуру, изобразительное искусство и археологию в Вене, в 1965—1966 гг. стажировался в службе градостроительного планирования в Великобритании. Заняв должность куратора отдела архитектуры в галерее графики Альбертина, работал над описью произведений Лооса; в 1973 году защитил докторскую диссертацию (нем. Studien zu Entwürfen, Projekten und ausgeführten Bauten von Adolf Loos (1870—1933)), благодаря которой количество известных работ Лооса выросло более чем вдвое. В 1973—1979 гг. главный архитектор венского архитектурного бюро Lippert, Burckhardt + Partner, затем вёл самостоятельную архитектурную практику. В 1982 г. в соавторстве с Роландом Шахелем выпустил монографию «Адольф Лоос. Жизнь и творчество» (нем. Adolf Loos. Leben und Werk), выдержавшую ряд переизданий. На протяжении 1980-х гг. занимался реставрацией и реконструкцией построек Лооса в Вене, в том числе Дома Лооса и «Американского бара». В 1990-е гг. преподавал в Центрально-Европейском университете в Праге. В настоящее время живёт на покое во французском городе Сент-Максим.
Дочери — Фиона Рукщо (род. 1972), художница, и Белинда Рукщо (род. 1973), кинорежиссёр-документалист и куратор культурных проектов.